# Marc Speicher
Pour les articles homonymes, voir Speicher.
Marc Daniel Joannes Speicher (né le 3 novembre 1984 à Sarrelouis) est un politique allemand (CDU) et membre du Landtag de Sarre.

## Origine, formation, métier
Marc Speicher vient du quartier de Roden à Sarrelouis. Après avoir terminé ses études au lycée Robert-Schuman de Sarrelouis en 2004, il a effectué un apprentissage de banquier, puis des études d'économie et de droit à l'Université de la Sarre.  Pendant ses études, il a continué à travailler à temps partiel dans le secteur de la banque. Avant l'élection directe au Landtag, M. Speicher était conseiller en planification et en politique auprès de la CDU en Sarre, ainsi que porte-parole de la ministre-présidente Annegret Kramp-Karrenbauer et du secrétaire général Roland Theis.

## Carrière politique
Marc Speicher a rejoint la Junge Union (JU) à l'âge de 14 ans après les élections au Bundestag de 1998 et a rejoint la CDU deux ans plus tard. En 1999, Marc Speicher fonde une section de la Junge Union dans son quartier natal  de Roden et en devient le président. Il a occupé ce poste pendant 14 ans. En 2005, il est devenu membre du conseil municipal de Sarrelouis. Il a rejoint la section du conseil municipal de la CDU en 2002 en tant que président de Junge Union de Sarrelouis. De 2002 à 2013, M. Speicher a été président de la Junge Union de Sarrelouis et, de 2012 à 2016, il était président de la Junge Union de l'Arrondissement de Sarrelouis. Pendant huit ans, M. Speicher a été membre de la Commission économique fédérale de la Junge Union. Depuis 2005, il est membre du conseil d'administration de la Junge Union Sarre.  Depuis 2005, il est également membre de l'exécutif de la CDU. Il est membre du Syndicat chrétien-démocrate des travailleurs (CDA) depuis 2002 et en a été le président de district à Sarrelouis de 2015 à 2018. M. Speicher est également membre de l'exécutif fédéral du CDA depuis 2017. Depuis juin 2017, il est président du CDA de la Sarre. De 2014 à 2017, M. Speicher a été porte-parole et intervenant sur les questions fondamentales de la CDU Sarre,,.
Le 4 novembre 2017, la conférence de la CDU sarroise a élu M. Speicher comme premier représentant de la section de la CDU en Sarre. Marc Speicher est également président local de la CDU de Roden. Au sein de la CDU, M. Speicher est également directeur politique de la section de l'Arrondissement de Sarrelouis qui compte le plus grand nombre de membres (environ 3 000), et vice-président de la section de la CDU de Sarrelouis.
Lors de la conférence du parti de la CDU en 2021 qui était en mode distanciel, en raison de la pandémie de covid-19 , il a été élu au comité exécutif fédéral de la CDU.

## Mandat auLandtag de Sarre
Lors des élections de 2017, Marc Speicher a été élu directement au 16e Parlement du Land de Sarre  et fait partie du groupe parlementaire du Land de la CDU. Il est président du groupe de travail sur les questions relatives aux travailleurs et porte-parole de son groupe en matière de politique du travail, de l'industrie et de l'énergie. Il est membre de la Commission du budget et des finances du Parlement, de la Commission des affaires économiques, du travail, de l'énergie et des transports et de la Commission de vérification des comptes budgétaires. De 2017 à 2018, le député de la CDU a également été membre à part entière de la Commission de la protection des données et de la sécurité de l'information et, de 2017 à 2019, membre de la Commission de sécurité minière et post-exploitation minière. Marc Speicher a été nommé par la CDU comme membre de la commission d'enquête sur le "système de promotion du sport". Le Comité U s'occupe des affaires et des procédures de l'Association sportive d'État, où de nombreux politiciens de la CDU ont fait l'objet de critiques publiques. Le groupe parlementaire de la CDU l'a également envoyé à la Commission d'enquête sur la numérisation nouvellement créée en 2019. En 2018, M. Speicher a été élu pour succéder à M. Alexander Funk à la présidence du Comité pour l'audit des comptes budgétaires.

## Autres
Marc Speicher est membre de l'équipe d'auteurs de l'ouvrage publié en 2010 sur l'histoire de Sarrelouis, Chronik der Stadt Saarlouis 1680–2005. Avec Benedikt Loew, directeur du musée municipal, il a conçu l'exposition spéciale 100 ans de la gare centrale de Sarrelouis. Il est également membre du conseil d'administration de l'association "Die Rodener" et membre du cercle d'histoire de Roden, de l'atelier d'histoire de Sarrelouis et de l'association pour l'histoire locale. Il est également l'auteur de la publication "Roden im Wandel der Geschichte" de 2001. M.Speicher est membre du club de presse de la Sarre, des associations professionnelles "wiwis united" et du Bundesverband Deutscher Volks- und Betriebswirte ainsi que de l'Union européenne / Union des fédéralistes européens et de la Société atlantique allemande. Au conseil municipal, il est membre du comité d'entreprise de la propre entreprise, du comité pour le développement économique, le marketing urbain et le tourisme ainsi que du comité pour la culture. En tant que représentant de la ville de Sarrelouis, il est membre du conseil de surveillance de la GBS Saarlouis (Gemeinnützige Bau- und Siedlungsgesellschaft), du conseil consultatif pour l'intégration et du conseil consultatif de la Volkshochschule de Sarrelouis.